# 房祖名柯震东吸毒事件
房祖名柯震东吸毒事件，也称“房东”事件、“房东”呼麻案，指2014年8月香港演员房祖名、台湾演员柯震东等人在北京一洗浴中心吸食大麻被北京警方查获的事件，揭露了中国内地娱乐圈乱象和中國大陸毒品問題。包括该事件在内的一系列娱乐圈乱象最终促使广电总局出台“劣迹令”来净化中国内地娱乐圈风气。

## 事件发展
2014年8月17日，大陆网络天涯社区上传出柯震东涉毒被捕消息，有网友在微信朋友圈发文称“柯震东吸毒被抓了，我爸审了一宿，等着看新闻啊”，同时表示“我骗你们干啥啊”，消息在网上进一步扩散，房祖名也被曝涉案。
8月18日，凌晨好友九把刀在facebook发文，称自己联系不到柯震东，但不清楚情况。凌晨1点，柯震东经纪人林怡辰向记者表示柯震东已失联，其父母也十分心急。下午，柯震东涉毒被抓的消息开始在网络上大范围传播。郭采洁、锦荣、陈妍希等人则对媒体表示了对传言的质疑。房祖名方面，成龙经纪人在与媒体的电话中表示，房祖名不可能吸毒，同时也否认房祖名与柯震东一起被抓的传闻。下午3点左右，媒体通过警方证实柯震东吸毒被抓一事属实。当日下午，柯震东经纪公司群星瑞智国际娱乐股份有限公司派人赴北京进一步进行了解情况，柴智屏在律师的陪同下到北京东城拘留所核实消息，当时该拘留所的电脑上没有柯的信息。下午5点，《新京报》公布房祖名涉案消息。晚上6点半，柯方接到警方电话，被告知柯震东因违反《中华人民共和国治安管理处罚法》被行政拘留14天，且很快就可以安排家人探视。晚上8点，柯震东经纪公司发表由柴智屏撰稿的声明，称已从警方获知柯震东被行政拘留，但细节尚不清楚，同时向公众表示了道歉。晚9点，北京警方通过平安北京微博发布通告称，经初步审查结果，房、柯二人对吸食毒品大麻的行为供认不讳，并且警方随后在房祖名的住所内缴获100余克大麻。证实柯震东涉嫌吸食毒品在京被警方行政拘留14日。
据8月18日柯震东经纪公司声明，16日晚上柯震东经纪人已告知柴智屏柯震东失联，且当时已有柯被捕传言，17日又陆续从北京友人处获知该消息。据北京警方18日通告及后续媒体曝光信息，8月初，北京市公安局禁毒总队通过群众举报获悉，一孙姓男子在京有涉毒嫌疑。8月14日，警方在东城区东直门一家足疗洗浴中心将香港演员房祖名、台湾演员柯震东、房祖名助理孙某等多名涉毒人员查获。
8月19日，柯震东“打码痛哭”的审讯视频在央视新闻中曝光，首度露面痛哭道歉。房祖名家中搜毒视频曝光，房表示兩年前即藏有大麻。CCTV焦点访谈报道房祖名吸毒已有8年，第一次吸大麻是在荷兰。陈妍希、陈柏霖、郭采洁、彭于晏等“柯房”圈内好友前后在微博回应、打气。
8月20日，晚上7点，房祖名父亲成龙微博发文致歉。同日，柯震东所代言口香糖的商家亿滋中国向媒体透露，其中与柯震东的经纪公司联系，就事件后续处理进行协商。
8月21日，香港《壹周刊》指出，房祖名为求自保，供出演艺圈吸毒内幕，警方掌握120涉毒艺人名单，更锁定2位C姓、1位H姓的高知名度男星，并称其中一名C姓男演员和房祖名私交甚笃、在两岸都有高知名度；另外一名C姓是歌手，而H姓的是人气男影星。消息一出，各大媒体纷纷转载，再次引發网友热议。同日，房、柯两人好友陈柏霖因“不可控因素”取消了上午在安徽的粉丝见面会，被媒体怀疑涉毒。下午两点半，陈柏霖经纪公司天下無敵國際文化有限公司通过认证微博“Invincibleplan”做出回应，称为证明清白，愿意配合相关单位调查，请外界不要过度揣测。陈柏霖经纪人张力还透露，陈柏霖事前就早已知道房祖名与柯震东两人吸毒，但陈柏霖自己没有参与。同日，台湾媒体曝出房祖名审讯中供出大麻来源，主要来自台湾某地下饶舌团体F姓歌手。根据该报道的描述，网友猜测该F姓歌手为台湾“三角COOL乐队”成员费聿锋。8月22日，北京警方通过官方微博“平安北京”发布消息称网传“警方早已掌握两岸三地120名艺人涉毒名单”的消息是谣言。
8月24日，台湾媒体曝出房、柯二人被抓获时，还有房的助理及两名香港小咖女艺人，包括司机在内6人牵涉其中。同日上午，新闻晨报发微博称《小时代4》中柯震东的戏份将被删，白敬亭或将代替出演，该消息被《小时代》系列的出品方及宣传方否认。8月27日，香港媒体爆出，女艺人洛诗（李晓楠）和Yijo（常一娇）也参与了房东的聚会，两人均为内地艺人，洛诗为香港英皇娱乐公司签约艺人，Yijo原为已解散的韩国女团RaNia的队员。同日，香港英皇娱乐集团有限公司艺人管理部总监霍汶希回应称暂未联系到洛诗及其家人，但也没有接到警方通知。就上述消息，北京警方相关部门工作人员未予回复。8月31日晚，霍汶希出席活动时表示已同洛诗取得联系，并称洛诗没有涉案。

## 审理结果

### 柯震东
8月28日，晚上11点多，柯震东父母乘车提前抵达东城拘留所，次日凌晨，柯震东获释离开。
8月29日，下午两点多，在父母及柴智屏的陪同下，柯震东在北京丽晶酒店二楼宴会厅举行道歉会。
9月1日上午，臺灣臺北地方法院檢察署傳喚柯震東到庭偵訊並當庭採取尿液及毛髮送化驗，以確認他施用毒品的種類及吸食時間。檢方在柯震東尿液、毛髮檢驗結果出爐並取得陸方資料後，在10月15日再度傳喚柯震東到庭，柯震東請求自費赴醫院進行戒癮治療換取緩起訴。檢察官審酌柯震東是初次涉案，坦承犯行，犯後態度良好，因此認為以緩起訴處分實施戒癮治療為適當，同意讓他於10月22日先赴北巿聯醫松德院區進行戒癮治療評估。檢方收到醫院評估，確認柯震東適用戒癮治療，在10月29日將全案偵結，將柯震東予以緩起訴2年，條件是自費到松德院區進行戒癮治療；檢察官將本案依職權送台灣高檢署再議。台高檢12月5日駁回，緩起訴確定。

### 房祖名
9月16日，陳祖明（即房祖名）被以「涉嫌容留他人吸毒罪」之罪名正式批捕。12月22日，北京市东城区人民检察院以容留他人吸毒罪依法对房祖名提起公诉。
2015年1月9日上午，北京东城法院开庭审理了房祖名涉嫌容留他人吸毒一案。房祖明认罪吸毒，并坦承曾一共容留他人吸毒4次，其中3次是柯家凯（柯震东），“2012年中旬一次，2014年7月一次，8月13日一次，都在家里房间和洗手间”。还有1次是容留女星李晓楠（洛诗）吸毒，时间是2014年8月14日，地点为家里的洗手间。由于公訴人認為房祖名具有自首和立功情節，且認罪態度一直較高，建議減輕處罰。经審訊後，房祖名被判处有期徒刑六个月，并处罚金人民币二千元。
2015年2月13日，房祖名刑满释放。

## 后续影响
2014年10月8日，俗称“劣迹令”的《关于加强有关广播电视节目、影视剧和网络视听节目制作传播管理的通知》正式曝光，文件规定“暂停播出有吸毒、嫖娼等违法犯罪行为者作为主创人员参与制作的电影、电视剧、各类广播电视节目以及代言的广告节目”。这意味着柯震东与房祖明正式被列入广电总局的“封杀劣迹艺人”名单。

### 柯震东
2015年7月上映的《小时代4》和《道士下山》仍保留了柯震东和房祖名的镜头。《小时代4》片头主创字幕没有出现柯震东的名字，成片基本没有正面镜头，代之以侧面、远景、背影甚至是“砍头留身”的方式出现，其中顾源坐牢顾里探监的戏，基本靠柯震东倒映在玻璃上的素材撑场。导演郭敬明在受访中表示是“按照总局要求进行剪辑的结果”，自己为了留下柯震东的戏份“很努力”。同期上映的新片《捉妖记》中，柯震东的戏份被井柏然完全代替、补拍。
柯震东、林依晨主演，原订2014年上映的《打喷嚏》，因吸毒事件影响无限延期。2019年，柯震东和父亲成立“禾丰九路”电影公司，同九把刀一起以约5千万台币买回该片中国版权，重新修剪，于2020年在台湾和海外上映。

### 房祖名
《道士下山》中保留了房祖名涉及主线的戏份，陈凯歌表示剧组为此吃了很大的苦头，也付出了很大的努力，“首先，房祖名的事情是在电影拍摄结束后发生的。我们想过换人重拍，但元华（片中饰演房祖名的父亲）老师年纪大了，无法完成某些高难度的场面。而且，房祖名之前是有一条完整的父子情的故事线索，现在保留的是保证主线完整的戏份，其他的都删掉了。我希望所有人对他的事情引以为戒，吸取教训。这就是我的态度。”
2016年底，由成龙领衔主演，丁晟导演的电影《铁道飞虎》上映，房祖名担任重要角色，但在海报、剧照、预告片等任何官方物料中从未出现过。
2017年11月，房祖名执导的首部电影《北京晚九朝五》开拍，由陈柏霖、郭采洁、曾志伟、謝霆鋒等人出演。2018年1月30日，林凤娇生日当天，房祖名在微博宣布电影杀青，同时祝母亲生日快乐。2018年底第一次傳出該片「即將上映」未果，到2020年初又再推出「鼠年」海報，定檔2月14情人節上映后撤档，改成2020年耶誕夜，但因新冠疫情影響未能上映。2021年電影改名《北京愛情圖鑑》，定档3月12日，宣传海报、预告片中导演房祖名遭除名，仍遭撤檔。历经8个多月后，《北京爱情图鉴》再次改名《曾经相爱的我们》，导演署名张小磊（实为副导演），原本預定12月17日上映，提檔12月10日终获上映。

## 各方评论
- 8月22日，金鸡百花电影节组委会表示，电影行业的五家协会将联合全国电影人发出倡议，建议加强行业自律，对吸毒的编导演慎用，并屡次犯错的予以除名。[29]
- 8月23日，谢霆锋在采访时表示关于房东事件，他“非常关心”，但“觉得没必要在上面多插一把嘴”。[30]
- 台灣藝人柯震東在大陆吸食大麻依法行政拘留，根據两岸2012年簽署「海峡两岸投资保护和促进协议」人身自由與安全保障共識，約定「對另一方投資人及相關人員，自限制人身自由時起24小時內通知……及時通報對方指定的業務主管部門」，引發台灣社會大眾不滿，也引起台灣人權及中國大陆人權的差異討論。[31]

## 注解
1. ↑  从20世纪70年代起，在荷兰，吸食大麻是合法的